# Aliciella latifolia
Aliciella latifolia là một loài thực vật có hoa trong họ Polemoniaceae. Loài này được (S.Watson) J.M.Porter mô tả khoa học đầu tiên năm 1998.

## Hình ảnh

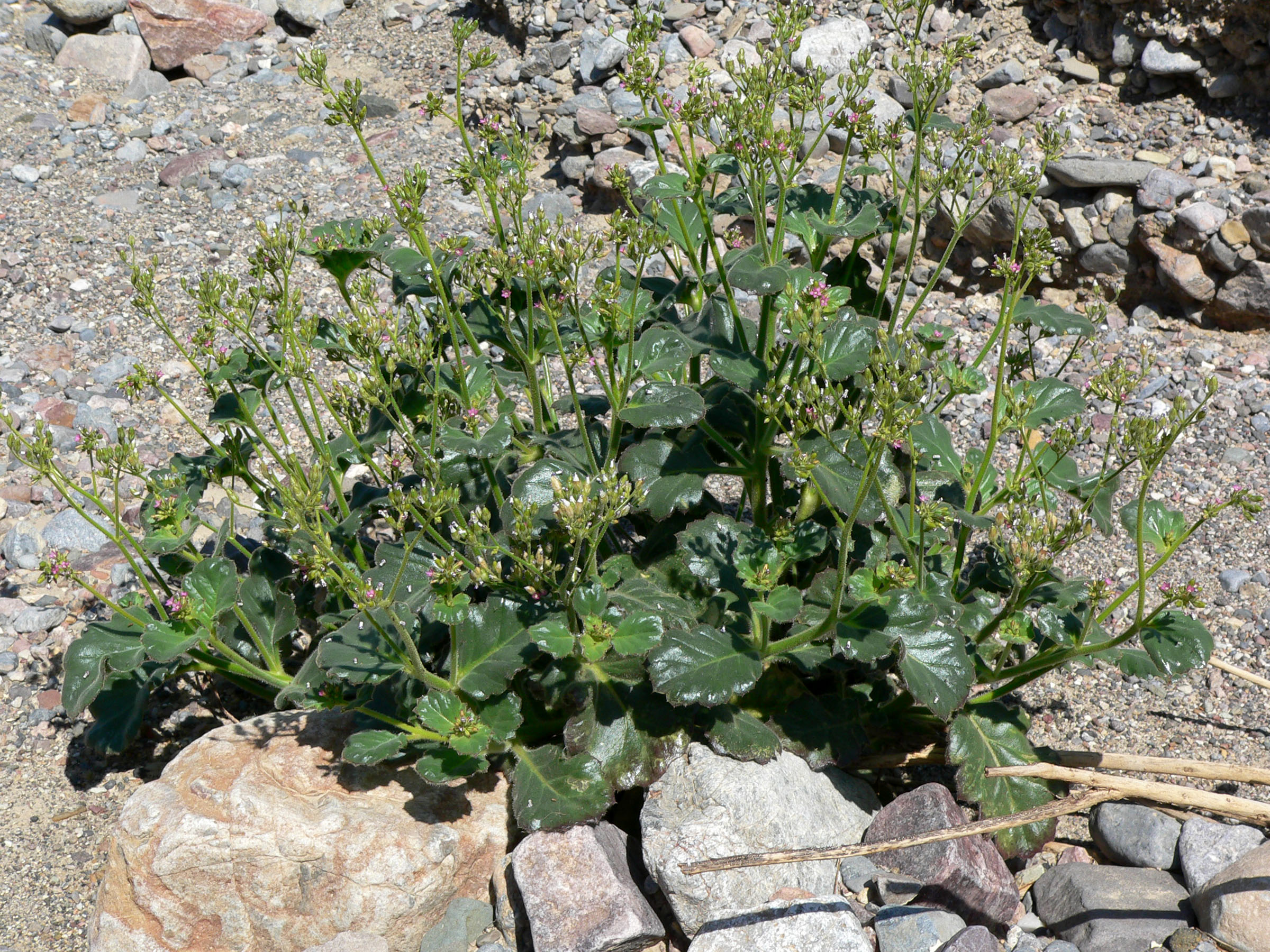
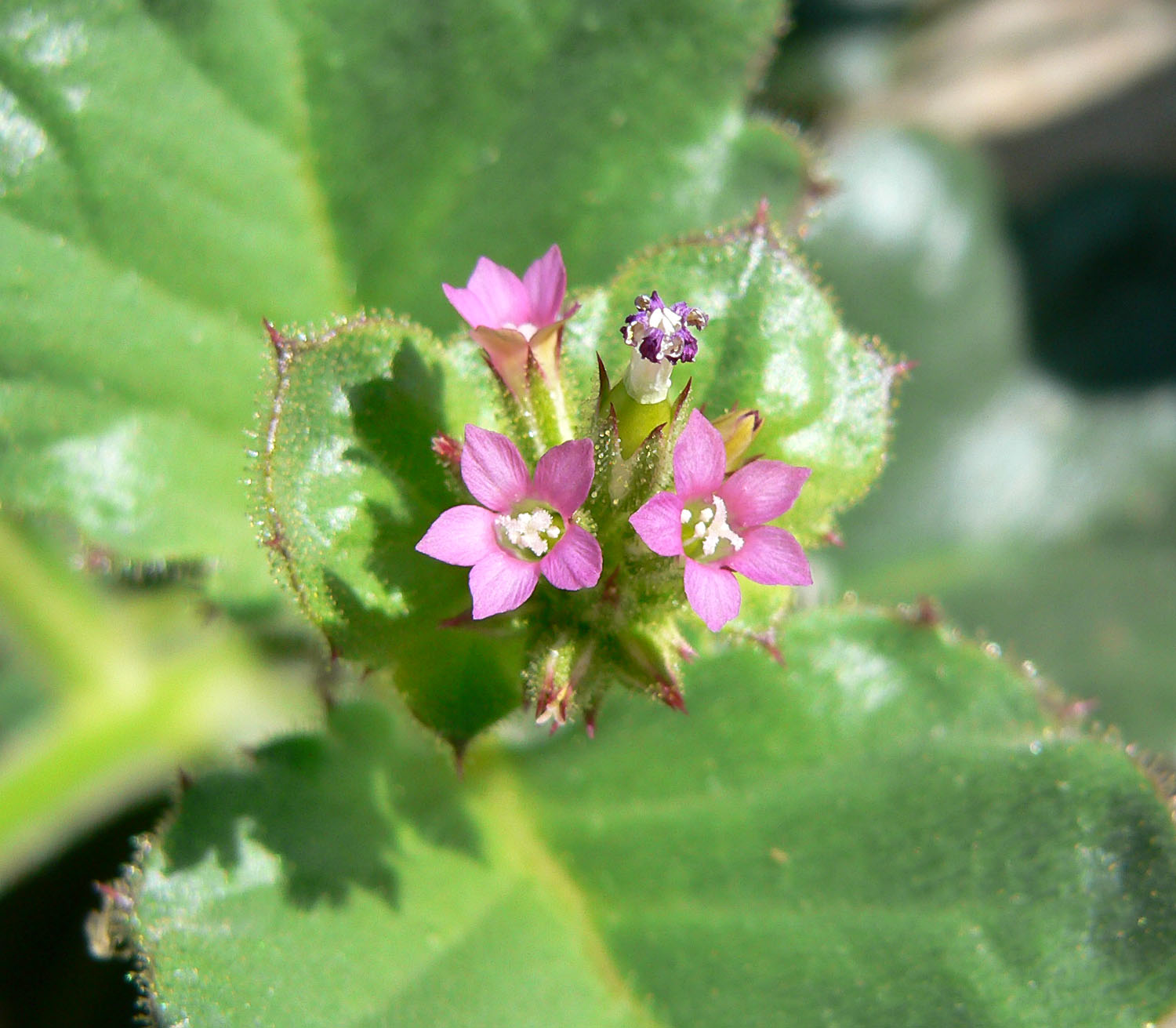
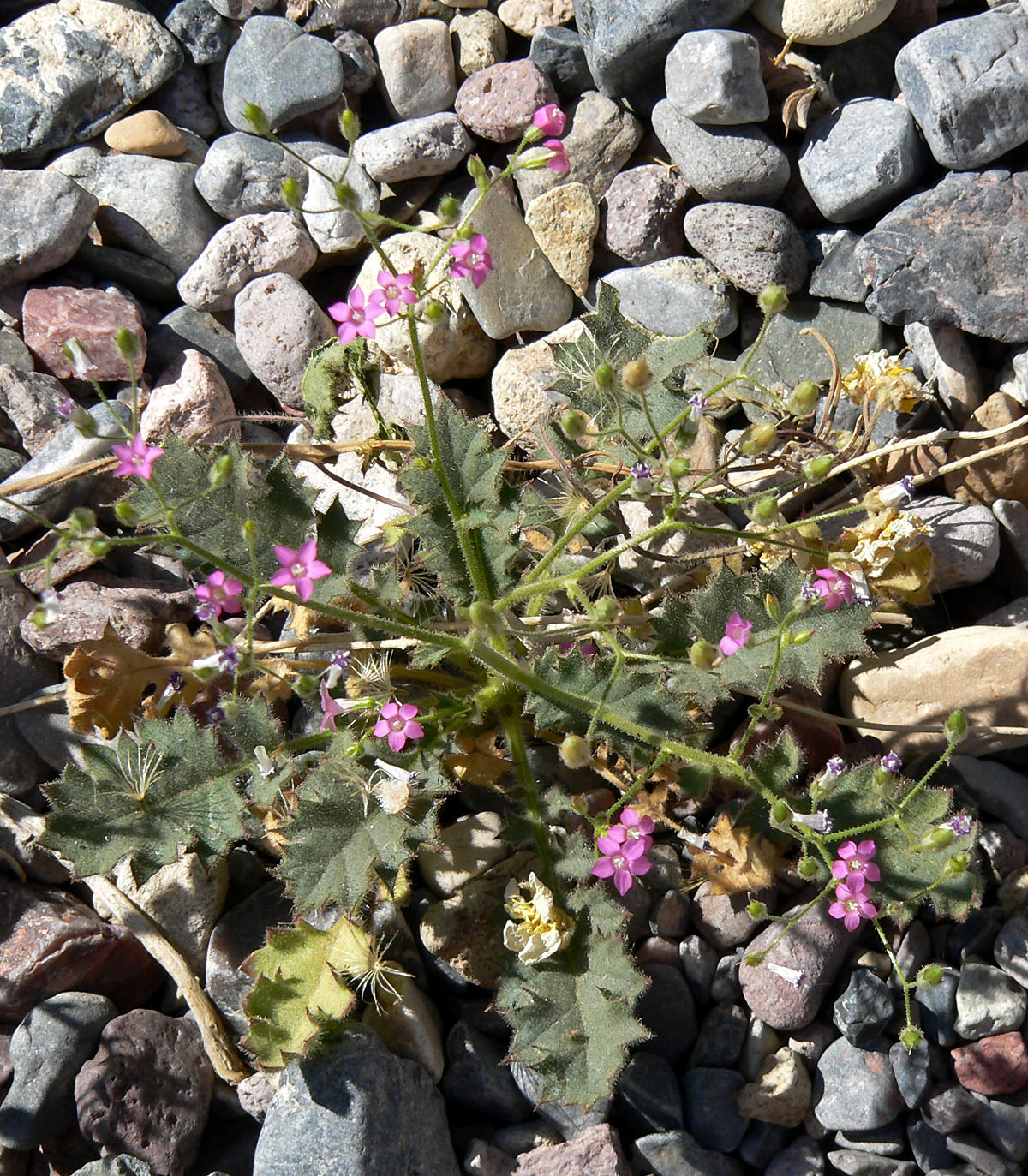
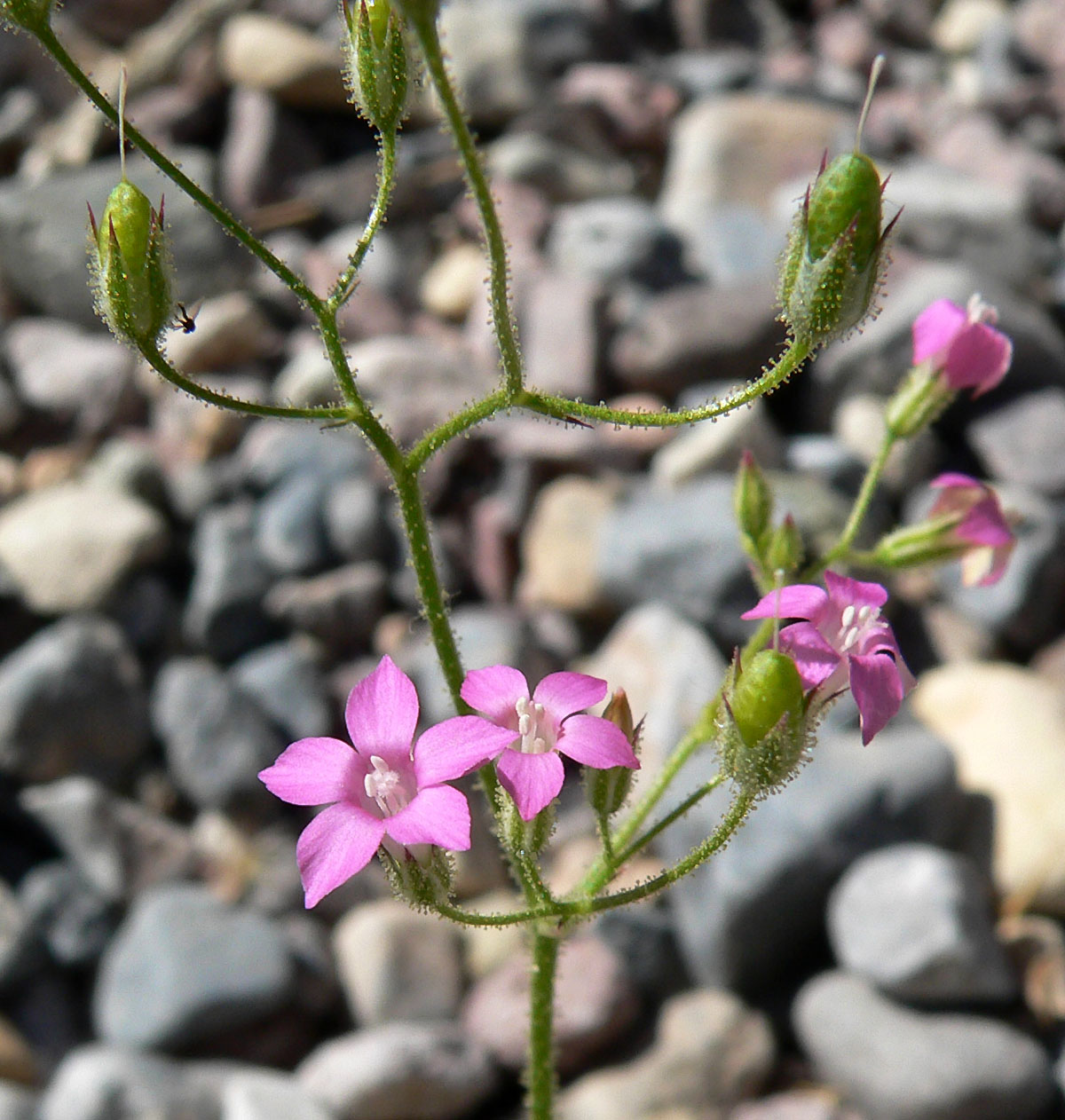